# Port Clinton (Pensilvania)
Port Clinton es un borough ubicado en el condado de Schuylkill en el estado estadounidense de Pensilvania. En el año 2000 tenía una población de 288 habitantes y una densidad poblacional de 222.9 personas por km².

## Geografía
Port Clinton se encuentra ubicado en las coordenadas 40°34′57″N 76°01′35″O / 40.58250, -76.02639.

## Demografía
Según la Oficina del Censo en 2000 los ingresos medios por hogar en la localidad eran de $28,333 y los ingresos medios por familia eran $36,071. Los hombres tenían unos ingresos medios de $30,795 frente a los $20,000 para las mujeres. La renta per cápita para la localidad era de $15,395. Alrededor del 7% de la población estaba por debajo del umbral de pobreza.